# Chāvrash
Chāvrash (persiska: چاورَش, چاورش, چورِس) är en ort i Iran.   Den ligger i provinsen Västazarbaijan, i den nordvästra delen av landet, 600 km väster om huvudstaden Teheran. Chāvrash ligger 1 668 meter över havet och antalet invånare är 265.
Terrängen runt Chāvrash är kuperad. Runt Chāvrash är det ganska tätbefolkat, med 185 invånare per kvadratkilometer. Närmaste större samhälle är Nergī, 7,6 km sydväst om Chāvrash. Trakten runt Chāvrash består i huvudsak av gräsmarker.